# Třída Corrientes
Třída Corrientes byla třída torpédoborců argentinského námořnictva. Tvořily ji celkem čtyři jednotky, postavené ve Velké Británii. Argentinské námořnictvo je provozovalo v letech 1896–1930. Jeden během služby ztroskotal a ostatní byly vyřazeny.

## Pozadí vzniku
Čtyři jednotky této třídy postavila britská loděnice Yarrow v Londýně-Poplaru. Do služby byly přijaty roku 1896–1898.
Jednotky třídy Corrientes:
| Misiones   | 1895 | 1896 | červenec 1897 | Vyřazen 1930.                                            |
| Santa Fé   | 1895 | 1896 | říjen 1896    | Dne 19. dubna 1897 ztroskotal v bouři v Río de la Plata. |
| Entre Rios | 1895 | 1896 | prosinec 1896 | Vyřazen 1930.                                            |
| Corrientes | 1895 | 1896 | leden 1898    | Vyřazen 1930.                                            |

## Konstrukce

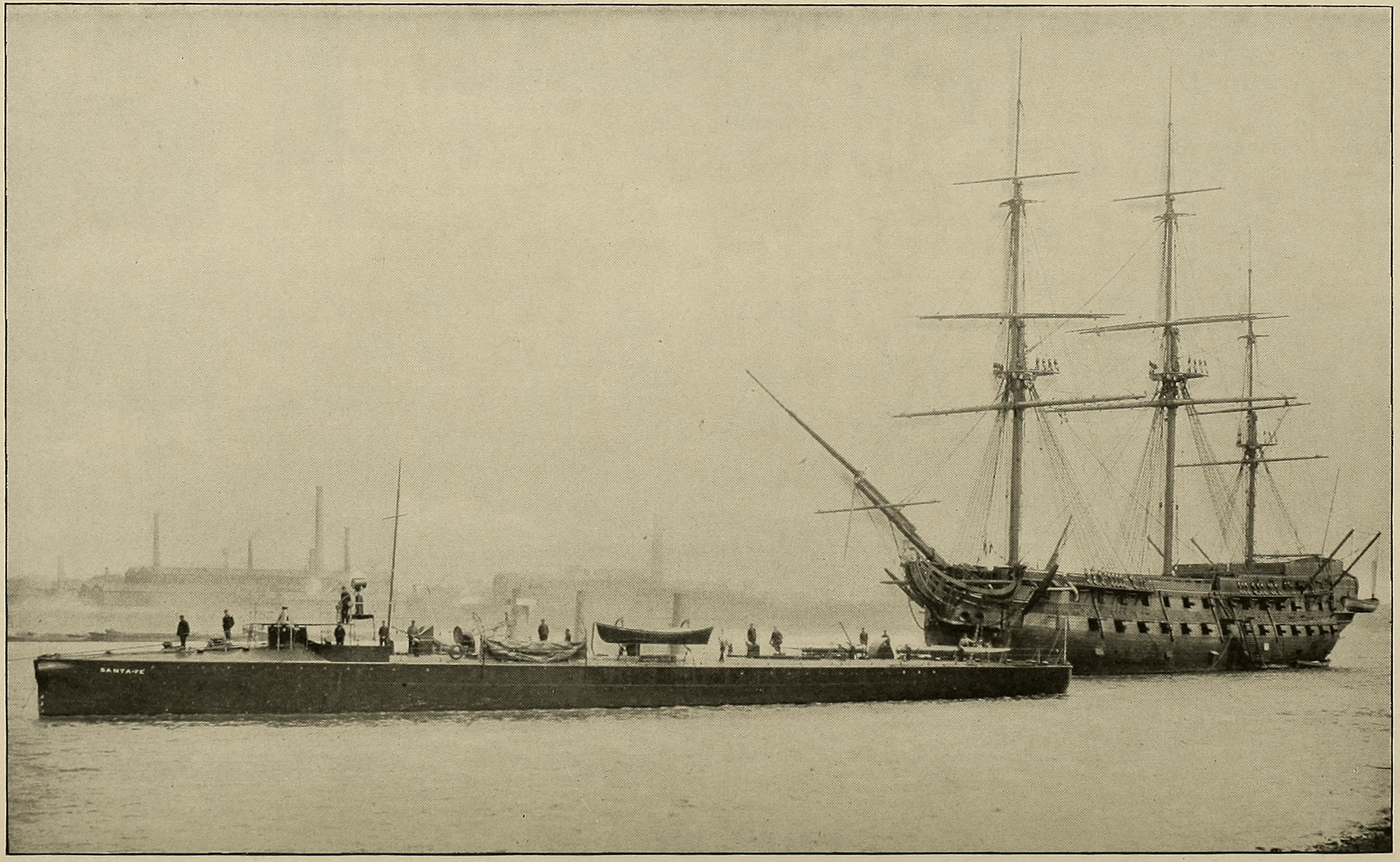
Santa Fé s britskou řadovou lodí HMS Foudroyant

Pohonný systém chránilo lehké pancéřování (13–20 mm). Výzbroj tvořil jeden 76mm kanón na přídi, tři 57mm kanóny, dva 37mm kanóny a tři jednohlavňové 450mm torpédomety. Jeden torpédomet byl pevný příďový a zbývající dva otočné umístěné v ose trupu. Pohonný systém tvořilo šesrt vodotrubních kotlů Yarrow a dva parní stroje o výkonu 4200 ihp. Poháněly dva lodní šrouby. Kotle spalovaly uhlí. Nejvyšší rychlost dosahovala 27 uzlů. Dosah byl 900 námořních mil při rychlosti 15 uzlů.